# Simulium craigi
Simulium craigi är en tvåvingeart som beskrevs av Adler och Philip J. Currie 1986. Simulium craigi ingår i släktet Simulium och familjen knott.
Artens utbredningsområde är Alberta. Inga underarter finns listade i Catalogue of Life.